# Quelques pas dans la vie
Pour plus de détails, voir Fiche technique et Distribution.
Quelques pas dans la vie (titre italien : Tempi nostri) est un film à sketches franco-italien  réalisé par Alessandro Blasetti et Paul Paviot, sorti en 1954.

## Synopsis
Le film évoque la vie moderne à travers six sketches, principalement organisés autour de phases de la vie amoureuse :
- Le Baiser
- Mara
- La Confession
- Le Conducteur
- Le Poupon
- Les Figurants

## Fiche technique
- Titre italien : Tempi nostri
- Titre anglais : A Slice of Life
- Réalisation : Alessandro Blasetti,
  - Paul Paviot (segment La Parade - version française uniquement)
- Scénario : Giorgio Bassani, Achille Campanile (segment Le Baiser), Suso Cecchi D'Amico (segment Le Poupon)
- Musique : 
  - Alessandro Cicognini	 (segment Le Poupon)
  - Joseph Kosma (segment La Parade - version française uniquement)
  - Gorni Kramer
  - Giulio Cesare Sonzogno
- Sociétés de production : Lux Compagnie Cinématographique de France et Lux Film
- Pays de production :  Italie,  France
- Langue d'origine : italien
- Format : Noir et blanc - 1,37:1 - 35 mm - Son mono
- Genre : Comédie
- Durée : 134 minutes
- Dates de sortie : 
  - Italie : 16 mars 1954
  - France : 2 novembre 1955

## Distribution

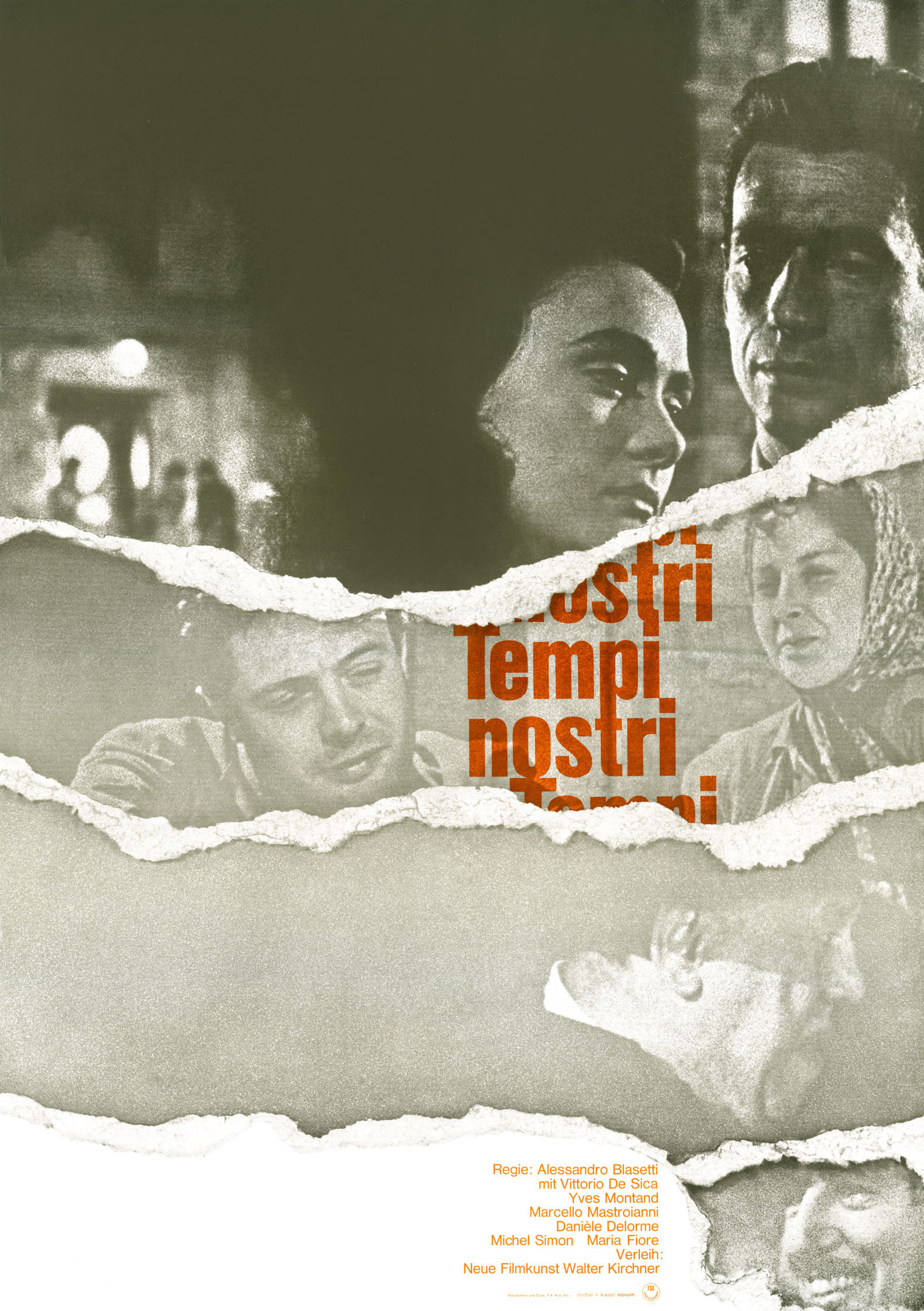
Affiche allemande du film.

- Vittorio De Sica (V.F : Roger Treville) : Don Corradino
- Elisa Cegani (V.F : Lita Recio) : Lidia
- Guido Celano (V.F : Pierre Morin) : le réalisateur
- Eduardo De Filippo (V.F : Jean Berton) : Amedeo Stigliano, le contrôleur
- Nino Dal Fabbro (V.F : Roger Rudel) : le jeune prêtre
- Maria Fiore : Nanni
- Delfi Tanzi
- Mario Scaccia
- Luisella Boni
- Toni Di Carlo
- Michele Sakara
- Marcello Mastroianni : l'époux de Maria
- Lea Padovani
- Nando Bruno
- Margherita Bagni
- Danièle Delorme
- Yves Montand
- Michel Simon
- François Périer
- Sophia Loren
- Marcel Marceau
- Alba Arnova : elle-même
- Andrea Checchi : lui-même
- Quartetto Cetra

## Autour du film
Ce film à sketch fait suite à Heureuse Époque du même Blasetti en 1952. Ce dernier avait alors adpaté des nouvelles italiennes du XIXe siècle. Ici, il adapte des nouvelles d'auteurs vivants du XXe siècle.
La version initiale italienne, de 131', comporte neuf sketches :
1. Il bacio
2. Gli innamorati
3. Scusi ma…'
4. Mara
5. Il pupo
6. Scena all'aperto
7. Casa d'altri
8. Don Corradino
9. La macchina fotografica

Une version raccourcie à 91' y est exploitée sans les 3 premiers sketches.
Pour la version exploitée en France, Paul Paviot réalise un sketch de liaison La Parade, sous la forme d'une pantomime avec notamment Marcel Marceau. Cette version est alors composée des sketches : 
1. La Parade
2. Le Baiser (Il bacio)
3. Mara
4. La confession (Casa d'altri)
5. Don Corradino
6. Le Poupon (Il pupo)
7. Les Figurants (Scena all'aperto)